# 劉錫明
劉錫明（英語：Canti Lau Sek Ming，1964年7月16日—），香港男演員及歌手，曾為無綫電視旗下藝人。

## 簡歷
劉錫明，生于香港，為家中孻仔，早年於台灣生活與就學。他於臺北市私立再興小學完成小學課程，後來在香港九龍鄧鏡波學校讀中學。在校時曾是校內彈床隊成員，亦在中四時參加學校歌唱比賽，並獲得同年全港歌唱比賽冠軍。當時他勝出比賽同時獲唱片公司招手簽他為歌手，但因母親反對而作罷。直至就讀大專時期，正值新秀歌唱大賽舉辦期間，劉錫明本來想參與其中，然而被母親再次反對下未能成事。結果劉錫明畢業於香港浸會學院音樂系，1986年參與第五屆新秀歌唱大賽入選30強，但沒晉級。而在1987年再次參加無綫電視及華星唱片合辦的第六屆新秀歌唱大賽（因父親說服了劉母而得到他們默許參與賽事），奪得銀獎而加入娛樂圈。他空餘時曾修讀營養學和學習子平八字。
在1988年，劉錫明加入了第15期無綫電視藝員訓練班，同學包括郭富城、林家棟、黃德斌、雷宇揚、陳家碧、黎芷珊及林燕明等，出道不久即成為無綫電視力捧小生，跟林文龍、陳嘉輝和張衛健合稱「太陽之子」。另外，他亦於1990年獲邀簽約華納唱片成為歌手，更獲當時經理人推為劉德華接班人(更是提㩗古天樂入行)。在1990年，劉錫明拍攝電視劇《烏金血劍》時與女主角周慧敏合作(同劇男配角羅嘉良卻打入二線演員)，期間於車淑梅主持的電台節目中被問及欣賞藝人的時候提到欣賞對方，引起其地下情男朋友倪震不滿，自此遭他惡意在其主理的《Yes!》雜誌內不停大肆抨擊，以及被蔑稱為「毒瘤明」，縱使1991 - 1994年四年來歌視有所發展，劉錫明在香港的演藝之路也同時遭受多次打击（《YES!》同時攻擊與周友好的黃凱芹，稱呼對方為「咖喱王子」）；遂於1994年轉向台灣發展，而倪震單方面對劉錫明的仇怨與傷害影響了19年，直至2009年周慧敏與倪震結婚，倪震公開向劉錫明道歉時才結束。
2016年，劉錫明獲《Yes!》雜誌現任老闆邀請，大方出席《Yes25週年演唱會》。2017年，他接受無綫電視邀請，在綜藝節目《流行經典50強》內再次獻唱其兩首名曲《是緣是債是場夢》和《你怎麼捨得我難過》，還表明有意回巢拍攝劇集。此外，他本身喜歡學習，在2018年完成世新大學工商管理碩士學位，為該學府上海境外碩士在職專班的畢業生，同年又修畢媒體關係研究短期課程。

## 家庭生活
劉錫明於2001年9月16日與拍拖4年的台灣任職製作助理的女友張齊玲（張學良家族後人）在台北結婚，兩人現時育有一女。

## 演出作品

### 電視劇（無綫電視）
| 首播   | 劇名                             | 角色           |
| 1988年 | 誓不低頭                         |                |
| 1988年 | 不再少年時                       | 鍾秋哲         |
| 1988年 | 都市方程式第79集                 | Mike           |
| 1989年 | 義不容情                         | 倪俊傑 Francis |
| 1989年 | 還我本色                         | 王世亮         |
| 1990年 | 天上凡間                         | 葉小福         |
| 1990年 | 烏金血劍                         | 風亦飛         |
| 1990年 | 飛越官場                         | 韋文浩         |
| 1991年 | 鐵血男兒/省港大追擊 BLOOD & IRON | 江家明         |
| 1991年 | 天龍奇俠                         | 趙小邪         |
| 1991年 | 殺手胭脂淚（電視電影）           | 阿 羽          |
| 1991年 | 怒海孤鴻                         | 凌 康          |
| 1991年 | 大家族                           | 蔣文康         |
| 1992年 | 重案傳真                         | 方 正          |
| 1992年 | 血璽金刀                         | 天 生          |
| 1992年 | 疾風柔情（電視電影）             | Mark           |
| 1992年 | 夢斷銀城 YOU LIGHT UP MY LIFE    | 龍 三          |
| 1993年 | 超能幹探SUPERCOP                 | 方志強         |
| 1993年 | 拳聖（電視電影）                 | 段 青          |
| 1994年 | 異度凶情                         | 陳家博         |

### 電視劇（其他）
| 首播           | 劇名                       | 角色                       |
| 中視           |                            |                            |
| 1994年         | 深閨夢裏情                 | 張育仁                     |
| 1997年         | 午後之戀                   | 湯子豪                     |
| 1997年         | 奪愛                       | 林振宇                     |
| 2000年         | 靈山俠侶                   | 張 祥                      |
| 亞洲電視       |                            |                            |
| 2000年         | 快活谷                     | 鄭光明                     |
| 東森超視       |                            |                            |
| 1998年         | 真情城市                   |                            |
| 2016年         | 忍冬艳蔷薇                 | 谷 风                      |
| 東森電視       |                            |                            |
| 2001年         | 半斤八兩                   |                            |
| 八大電視、民視 |                            |                            |
| 2010年         | 泡沫之夏                   | 夏英柏                     |
| 東森幼幼台     |                            |                            |
| 2011年         | 萌學園3魔法號令            | 歐斯蓋達                   |
| 香港電台電視部 |                            |                            |
| 2012年         | 賭海迷徒                   | 阿 平（第5集《迷失司機》） |
| 中國大陸       |                            |                            |
| 2013年         | 天龍八部                   | 段正淳                     |
| 2015年         | 秦时明月                   | 鞠 玄 / 金万两             |
| 2016年         | 仙劍雲之凡                 | 一 贫                      |
| 2016年         | 东方战场                   | 顾维钧                     |
| 2016年         | 锦绣未央                   | 拓跋燾                     |
| 2017年         | 龙珠传奇                   | 樊 南                      |
| 2017年         | 新侠客行                   | 石 清                      |
| 2019年         | 白髮                       | 臨 皇                      |
| 2020年         | 三千鸦杀                   | 寶安帝                     |
| 2021年         | 不能犯规的游戏（網絡劇）   | （客串）                   |
| 2022年         | 镜·双城                    | 白寥（百年前白王）         |
| 2022年         | 獅子山下的故事             | 尤德成                     |
| 2022年         | 谷遠書院有緋聞（網絡短劇） | 唐慎河                     |
| 2023年         | 龍鳳令（網絡短劇）         | 無為道人                   |
| 2023年         | 蓮花樓                     | 郭乾                       |
| 2023年         | 珠星紀（網絡短劇）         | 顧兼德                     |
| 2024年         | 新一年又一年（2018年拍攝） | 洪振遠                     |
| 2025年         | 暗香来（網絡短劇）         | 张文才                     |
| -              |                            |                            |
| 待播映         | 青春因爱而美丽             |                            |
| 待播映         | 大农商                     |                            |
| ？             |                            |                            |
| 1996年         | 風暴上海灘                 | 何非凡                     |
| 2001年         | 青河絕戀                   | 梁永昌                     |
| 2001年         | 走出豪門                   |                            |
| 2001年         | 當我們窩在一起Ⅱ            | 翁雨田                     |
| 1999年         | 愛在世紀終結時             | 鄺子華                     |
| 2003年         | 拒絕生命的謊言             |                            |
| 2004年         | 東方神針                   |                            |
| 2004年         | 我的特務生涯               | 林漢強                     |
| 2005年         | 巨人遊戲                   | 陳 果                      |
| 2006年         | 站在你背後                 | 梅元修                     |
| 2006年         | 一鉢萬里游                 |                            |
| 2010年         | 廚緣                       | 梁昊天                     |
| 2015年         | 真心愛你                   |                            |

### 綜藝節目
| 首播   | 節目名              | 備註                     |
| 1987年 | 第六屆新秀歌唱大賽  | 銀獎                     |
| 1991年 | 大江南北 安徽省特輯 | 第9-13集主持             |
| 1994年 | 寰宇風情 俄羅斯特輯 | 與莫可欣一同主持         |
| 1997年 | 超級龍捲風          | 與況明潔及曹啟泰一同主持 |
| 2004年 | 天心健康人          | 主持                     |
| 2008年 | 新人快快紅          | 總評委                   |
| 2012年 | 叮王争霸            | 評委                     |

### 電影
| 首映   | 電影名                               | 角色                   |
| 1990年 | 省港旗兵第四集地下通道               |                        |
| 1990年 | 蛇女幽魂之食人狂蛇                   | 曉 明                  |
| 1992年 | 天劍絕刀之獨孤九劍                   | 夏侯瑕                 |
| 1993年 | 廉政第一擊                           | 葉振環                 |
| 1993年 | 親恩國仇                             | 志 文                  |
| 1993年 | 疊影驚情                             | 傅家杰                 |
| 1994年 | 報仇                                 |                        |
| 1994年 | 21紅色名單                           | 志 文                  |
| 1995年 | 小醉拳                               | 三 德                  |
| 1996年 | 運財五福星                           | 國際頂級賭術大賽參賽者 |
| 1998年 | 風中傳說之正義使者                   |                        |
| 1999年 | 神探幻影                             |                        |
| 1999年 | 隔世追魂                             |                        |
| 1999年 | 奪命驚呼                             |                        |
| 1999年 | 飛越危情                             | 方 偉                  |
| 1999年 | 古惑仔之極速風暴                     |                        |
| 1999年 | 正義使者之盜影謎情                   |                        |
| 1999年 | 生死情緣                             | 原 生                  |
| 1999年 | 驚夢蝴蝶島                           | 尤亨利                 |
| 2000年 | 猛鬼諾言                             |                        |
| 2000年 | 聊齋花弄月之追魂物語                 |                        |
| 2000年 | 我只會殺人                           |                        |
| 2000年 | 大地之女                             | 郭俊銘                 |
| 2003年 | 狂野追擊                             |                        |
| 2003年 | 子彈狂飆                             |                        |
| 2003年 | 千門女將之紅嘴鯉魚                   |                        |
| 2003年 | 不可思議星期二                       |                        |
| 2003年 | 駭客尖兵                             |                        |
| 2003年 | 2003黑豹                             | 李尚文                 |
| 2003年 | 複雜地帶                             | 方偉強                 |
| 2004年 | 陰險人物                             |                        |
| 2004年 | 不可抗拒的任務                       | 阿 東                  |
| 2004年 | 黑槍走火                             |                        |
| 2004年 | 監獄風雲之女逃犯                     | 李 川                  |
| 2004年 | 蛇女幽魂                             |                        |
| 2004年 | 夢幻情緣                             |                        |
| 2009年 | 金閣山傳奇                           | 孟三爺                 |
| 2010年 | 紅軍村                               | 方 森                  |
| 2012年 | 大格局                               |                        |
| 2012年 | 八卦宗師                             | 四王爺                 |
| 2012年 | 無間罪：僵屍重生                     | 變態醫生               |
| 2012年 | 黑臉娃娃                             |                        |
| 2013年 | 面向大海                             |                        |
| 2013年 | 冷瞳                                 | 蘇光明                 |
| 2017年 | 窃道                                 |                        |
| 2021年 | 非凡使命（網絡電影）                 | 程双全                 |
| 2021年 | 錦衣衛之日炎刀（CCTV-6電影）         | 陳探                   |
| 2021年 | 不能犯規的遊戲之癔病突襲（網絡電影） | 王珂                   |
| 2021年 | 狂鳄海啸（網絡電影）                 | 察沃                   |
| 2022年 | 屠魔战神（網絡電影）                 |                        |
| 2022年 | 廣東十虎：鐵拳無敵（網絡電影）       | 蘇燦                   |
| 2022年 | 爱情的代驾                           |                        |
| 2023年 | 神奇三公主（網絡電影）               | 玄幻                   |
| 2024年 | 西施新传                             | 凌风                   |
| 2025年 | 山庄·惊魂                            |                        |
| 待考究 | 天劍絕刀                             |                        |
| 待考究 | 獨孤九劍                             |                        |
| 待考究 | 女尸還魂                             |                        |
| 待考究 | 盜亦有道                             |                        |
| 待考究 | 人鬼未了情                           |                        |
| 待考究 | 酒店奇遇結良緣                       |                        |
| 待考究 | 大盜、神父、員警                     |                        |

### 音樂錄像
- 2007年：高菲《我為什麼愛着他》

## 音樂作品

### 個人專輯
| 專輯 # | 專輯名稱           | 專輯類型         | 發行公司   | 發行日期   | 曲目 |
| 1st    | 你怎麼捨得我難過   | 粵語大碟         | 華納唱片   | 1991年11月 | 曲目 1. 是緣是債是場夢 2. 你怎麼捨得我難過 3. 舊情夢 4. 無根草 5. 喝走痛哀 6. 因你傾心醉倒 7. 與他擁有 8. 永遠著迷的愛 9. 攻擊行動 10. 我已盡心又如何 11. 時代節奏                                                |
| 2nd    | 一生全屬你         | 粵語大碟         | 華納唱片   | 1992年5月  | 曲目 1. 一生全屬你 2. 為什麼你只愛上你自己 3. 兩個天空 4. 海角天涯 5. 我的命運 6. 一生一世之戀 7. 恨不相逢在那時 8. 每日交給你心一個 9. 重拾未了緣 10. 知己良朋                                                   |
| 3rd    | Moshi Moshi Moshi  | 粵語大碟         | 華納唱片   | 1993年3月  | 曲目 1. 必須愛你 2. 舊日舊事舊情夢醒 3. 情多苦 4. 無論是錯對 5. 祇要是有緣 6. 何處覓知心 7. Moshi Moshi Moshi 8. 如夢非夢 9. 請你不要誤會我 10. 砂丘之女 11. 無論再十年                                           |
| 4th    | Sincerely          | 粵語新曲＋精選   | 華納唱片   | 1993年10月 | 曲目 1. 請你覆我機 2. 無根草 3. 一生全屬你 4. 情多苦 5. 海角天涯 6. 一生一世之戀 7. Moshi Moshi Moshi 8. 請接受我這些愛 9. 是緣是債是場夢 10. 舊日舊時舊情夢醒 11. 無論是錯對 12. 無論再十年 13. 你怎麼捨得我難過 |
| 5th    | 月光               | 國語大碟         | 奇花音樂   | 1995年5月  | 曲目 1. 愛難恨也難 2. 一生只為一人醉 3. 午夜叛逃 4. 為愛掙扎多少年 5. 找個人來依偎 6. 成全 7. 心事重重 8. 承認 9. 挽回 10. 月光                                                                                   |
| 6th    | 等愛的人           | 國語大碟         | 奇花音樂   | 1995年12月 | 曲目 1. 等愛的人 2. 再愛還是不愛 3. 捨不得妳痛 4. 我不該 5. 上山吹風 6. 坐在月亮上 7. 酸甜苦辣愛恨愁 8. 為愛傷心的男人 9. 我不怕等妳 10. 秋覺                                                                     |
| 7th    | 原諒               | 國語大碟         | 奇花音樂   | 1996年7月  | 曲目 1. 風乾淚水 2. 愛已落空 3. 俘虜 4. 在你背影消失的時候 5. 我的戀人 6. 原諒 7. 隨風瀟灑 8. 變色 9. 告訴我 10. Johnny Boy                                                                                       |
| 8th    | 把你交給誰才不後悔 | 國語大碟         | 代言者唱片 | 1998年3月  | 曲目 1. 因為在乎 2. 把你交給誰才不後悔 3. 感觸 4. 不愛太難 5. 問自己快樂嗎 6. 斷不了愛你 7. 夏千蟬 8. 天啊 9. 活著 10. A Song For You                                                                             |
| 9th    | 夢知音             | 國／粵語翻唱大碟 | 藝揚文化   | 2005年4月  | 曲目 1. 矇矓夜雨裡 2. 晚風 3. 知音夢裡尋 4. 尋夢園 5. 雪中情 6. 下雨天（與朱盈瀅合唱） 7. 忘情忘愛 8. 最愛上海灘 9. 每當變幻時 10. 梁祝 11. 三月裡的小雨 12. 獅子山下 13. 我們不再等（與陳妃平合唱）              |
| 10th   | 好男人             | 國語EP           | 當然娛樂   | 2009年10月 | 曲目 1. 另一雙翅膀 2. 中華情 3. 本來的幸福 4. 生日會 5. 是緣是債是場夢（國語） |

### 電視劇、電視電影及動畫歌曲
| 年份     | 歌名              | 備註                                                                 |
| 電視劇   |                   |                                                                      |
| 1987年   | 胡漢夢            | 與方曉虹合唱、煇黃作品 《書劍恩仇錄》主題曲 收錄於《華星武俠金曲集》 |
| 1988年   | 奇門鬼谷          | 《奇門鬼谷》主題曲 收錄於《華星武俠金曲集第二輯》                    |
| 1988年   | 無言亦可相傾訴    | 與方曉虹合唱 《奇門鬼谷》插曲 收錄於《華星武俠金曲集第二輯》         |
| 1991年   | 攻擊行動          | 《鐵血男兒》主題曲 收錄於《你怎麼捨得我難過》                        |
| 1991年   | 你怎麼捨得我難過  | 《怒海孤鴻》插曲 收錄於《你怎麼捨得我難過》                          |
| 1992年   | 是緣是債是場夢    | 《夢斷銀城》主題曲 收錄於《你怎麼捨得我難過》                        |
| 1993年   | Moshi Moshi Moshi | 《老襯喜相逢》主題曲 收錄於《Moshi Moshi Moshi》                     |
| 1993年   | 無論是錯對        | 《老襯喜相逢》插曲 收錄於《Moshi Moshi Moshi》                       |
| 1994年   | 異度凶情          | 《異度凶情》主題曲 未曾收錄在任何專輯內                              |
| 1994年   | 鏡花緣            | 《異度凶情》插曲 未曾收錄在任何專輯內                                |
| 電視電影 |                   |                                                                      |
| 1992年   | 情多苦            | 《疾風柔情》主題曲 收錄於《Moshi Moshi Moshi》                       |
| 動畫     |                   |                                                                      |
| 1990年   | 相愛              | 《魔鏡魔鏡》主題曲 未曾收錄在任何專輯內                              |
| 1991年   | 時代節奏          | 《童夢》主題曲 於《閃電傳真機》內首播 收錄於《你怎麼捨得我難過》     |

### 單曲
- 1992年：《世事如棋》（收錄於《華納群星難忘您許冠傑》大碟）
- 1992年：《是雨是淚》（收錄於《華納群星難忘您許冠傑》鐳射影碟）
- 1993年：《祝福你》（華納群星合唱）（收錄於《華納群星賀歲金曲－喜上加喜》大碟）
- 1993年：《迎春花》（蔡立兒合唱）（收錄於《華納群星賀歲金曲－喜上加喜》大碟）

### 未發行歌曲
- 1990年：《相愛》（TVB日本動畫《魔鏡魔鏡》主題曲）
- 1994年：《異度凶情》（TVB電視劇《異度凶情》主題曲）
- 1994年：《鏡花緣》（TVB電視劇《異度凶情》插曲）

## 派台歌曲成績
| 派台歌曲四台上榜最高位置   | 派台歌曲四台上榜最高位置 | 派台歌曲四台上榜最高位置 | 派台歌曲四台上榜最高位置 | 派台歌曲四台上榜最高位置 | 派台歌曲四台上榜最高位置 | 派台歌曲四台上榜最高位置                                                                                        |
| -------------------------- | ------------------------ | ------------------------ | ------------------------ | ------------------------ | ------------------------ | --- |
| 唱片                       | 歌曲                     | 903                      | RTHK                     | 997                      | TVB                      | 備註 |
| 1990年                     |                          |                          |                          |                          |                          | |
| 你怎麼捨得我難過           | 無根草                   | 14                       | -                        |                          | 9                        | OT：姜育恆 ~ 像我這樣的人                                                                                       |
| 1991年                     |                          |                          |                          |                          |                          | |
| 你怎麼捨得我難過           | 你怎麼捨得我難過（粵）   | 27                       | 18                       |                          | /                        | TVB電視劇《怒海孤鴻》插曲 OT：黃品源 ~ 你怎麼捨得我難過 同曲曲目：蔡濟文 ~ 永遠最愛你是誰 / 葉玉卿 ~ 不散的空虛 |
| 你怎麼捨得我難過           | 是緣是債是場夢           | 11                       | 4                        |                          | 1                        | OT：郭富城 ~ 難道你現在還不知道                                                                                 |
| 1992年                     |                          |                          |                          |                          |                          | |
| 一生全屬你                 | 一生全屬你               | 8                        | 1                        |                          | 1                        | OT：村下孝藏 ~ 白い花の咲く頃 同曲曲目：蔡楓華 ~ 讓你自由                                                       |
| 一生全屬你                 | 海角天涯                 | -                        | -                        |                          | /                        | OT：久石讓 ~ 少年の日の夕暮れ                                                                                   |
| 一生全屬你                 | 一生一世之戀             | 15                       | -                        |                          | /                        | |
| Moshi Moshi Moshi          | 無論再十年               | -                        | -                        |                          | -                        | |
| 1993年                     |                          |                          |                          |                          |                          | |
| 華納群星賀歲金曲－喜上加喜 | 祝福你                   | 4                        | -                        |                          | -                        | 華納群星合唱 |
| Moshi Moshi Moshi          | Moshi Moshi Moshi        | 11                       | 5                        |                          | 1                        | TVB電視劇《老襯喜相逢》主題曲                                                                                   |
| Moshi Moshi Moshi          | 無論是錯對               | 23                       | -                        |                          | /                        | TVB電視劇《老襯喜相逢》插曲                                                                                     |
| Sincerely 新曲＋精選       | 請你覆我機               | -                        | -                        |                          | /                        | |

| 各台冠軍歌總數 | 各台冠軍歌總數 | 各台冠軍歌總數 | 各台冠軍歌總數 | 各台冠軍歌總數    |
| -------------- | -------------- | -------------- | -------------- | ----------------- |
| 903            | RTHK           | 997            | TVB            | 備註              |
| 0              | 1              | 0              | 3              | 四台冠軍歌總數：0 |

（/）代表未有相關資料

## 曾獲獎項
| 年份   | 獎項                                                                |
| 1987年 | TVB 第6屆新秀歌唱大賽 銀獎                                          |
| 1992年 | TVB 1991年度十大勁歌金曲頒獎典禮「最受歡迎新人獎 金獎」             |
| 1992年 | RTHK 第十四屆十大中文金曲頒獎音樂會「最有前途新人獎 銀獎」          |
| 1992年 | 商業電台1991年度叱咤樂壇流行榜頒獎典禮「叱咤樂壇生力軍男歌手 銅獎」 |
| 1995年 | 台灣全國票選年度十大偶像                                            |

## 外部連結
- 劉錫明的新浪微博
- 劉錫明在互联网电影资料库（IMDb）上的資料（英文）
- 劉錫明在香港影庫上的簡介
- 劉錫明在时光网上的簡介（简体中文）